# Esmail Momtaz od-Dowleh
Pour les articles homonymes, voir Momtaz.
Mirza Esmail Khan Momtaz od-Dowleh (en persan : میرزا اسماعیل خان ممتازالدوله) né à Tabriz en 1879 et décédé le 21 décembre 1933 à Téhéran, est un homme politique iranien.
Il occupe des fonctions de traducteur, consul général, député, président du Majles et ministre à plusieurs reprises sous les règnes de Nasseredin Shah, Mohammad Shah Qajar et Ahmad Shah Qajar, ainsi que de Reza Shah Pahlavi.
Il décède à Téhéran à l'âge de 54 ans à la suite d'un arrêt cardiaque.

## Débuts
Mirza Esmail Momtaz, fils de Mirza Ali Akbar Mokrem os-Saltaneh (en persan : میرزا علی اکبر مکرم‌ السلطنه) et petit-fils de Samad Khan Sarraf Tabrizi (en persan : آقا صمد صراف تبریزی), est né à Tabriz en 1879. Il a passé son adolescence dans sa ville natale avant d'être envoyé à Istanbul pour y étudier le droit et perfectionner son apprentissage de la langue française. En 1895, il revient en Iran pour intégrer le ministère des Affaires étrangères et entamer sa carrière diplomatique. L'année suivante, il est envoyé en mission diplomatique à Istanbul où il occupera successivement les fonctions de consul puis de consul général de la Perse.
Sous la gouvernance du Premier ministre Abdol Majid Mirza Eyn-ed-Dowleh (1903-1905) (en persan : عبدالمجید عین‌الدوله), il est chargé de traduire le code de procédure  pénale et civile ottomane du turc en persan. La nouvelle loi est mise en application dès sa promulgation par le roi.

## Carrière politique
Momtaz od-Dowleh était démocrate et en relation avec les constitutionnalistes durant la révolution constitutionnelle persane (1905-1911) (en persan : Enghelab-e Mashruteh / انقلاب مشروطه) 1906) qui a abouti à  la mise en place d'une monarchie constitutionnelle  et la création d'une assemblée parlementaire (Majles). Lors des élections des représentants  du premier Majles, la population d'Arak n'étant pas parvenue à se mettre d'accord sur un candidat, Momtaz od-Dowleh fut désigné d'office  député de cette circonscription au sein de cette assemblée. Ayant accès à ses  diverses commissions, il parvient à gagner en popularité et à se positionner comme un politicien du clan des modérés. Après la démission de Ehtesham ol-Saltaneh (en persan : احتشام‌السلطنه), il est élu, le 26 avril 1908, à la présidence du Majles.
À la suite de l'attaque et du bombardement du bâtiment abritant le Majles sur l'ordre de Mohammad Ali Shah (le 23 juin 1908), surviennent de grandes divergences  entre  modérés et  partisans de la ligne dure. Un certain nombre de députés sont tués ou arrêtés lors de cette attaque. D'autres, comme Momtaz od-Dowleh, parviennent à s'enfuir puis à s'exiler à l'étranger.
Au moment de l'attaque, il téléphone au roi pour contester son recours à de telles méthodes, mais la conversation est interrompue par la destruction de la centrale téléphonique du Parlement. Momtaz od-Dowleh prévient alors les membres de l'Assemblée de l'intention du roi d'arrêter les parlementaires et de détruire le bâtiment. C'est alors que, suivi par un certain nombre de députés, il s'enfuit dans le parc Amin od-Dowleh tout proche, aussitôt investi par l'armée. En dépit des  fouilles entreprises par les soldats, il parvient à se cacher et à passer la nuit dans le parc. Le lendemain, avec la complicité du jardinier, il se déguise en ouvrier et fuit chez un ami avant de trouver refuge à l'ambassade de France puis de quitter le territoire iranien pour s'exiler en France. Il obtient le statut de réfugié politique grâce aux démarches de son frère Samad Khan Momtaz os-Saltaneh, alors ambassadeur de Perse à Paris. Durant son exil, il voyage souvent entre Paris et Londres où il participe, en tant que président déchu du Majles, à de nombreuses conférences de presse pour dénoncer les exactions et le despotisme de Mohammad Shah et de son entourage. Ses discours sont repris dans la presse européenne où ils trouvent un écho très favorable. Au cours de cet exil, il devient membre de l'Association des amis de l'Iran puis accepte de présider l'Association des Iraniens résidents en France ainsi que l'Association franco-persane à Paris. À cette époque, il milite déjà activement dans le but de paver la voie à la révolte de la population d'Ispahan ainsi qu'à l'attaque de Téhéran par des Moudjahidin (combattants).
Après la conquête de Téhéran (13 juillet 1909), la victoire des constitutionnalistes et la destitution de Mohammad Ali Shah, Momtaz od-Dowleh rentre en Iran, se porte candidat à la députation et devient le représentant de la province d'Azerbaïdjan iranien. Puis, dans le cabinet de Hassan Mostofi ol-Mamalek (en persan :حسن مستوفی‌الممالک), il devient ministre des Finances et de la Poste et Télégraphe. En 1911, Momtaz od-Dowleh est réélu président du Majles. La même année, il accepte de diriger le ministère des finances dans le cabinet de Mohammad Vali Khan Tonekaboni (Sepahdar A'zam) (en persan : محمدولی‌خان تنکابنی) puis celui de la justice dans le cabinet de Najaf Gholi Khan Bakhtiari (en persan : نجف‌قلی خان بختیاری) Samsam os-Saltaneh. En 1919, il s'oppose violemment au traité nouvellement conclu par Hassan Vossough od-Dowleh (en persan :  حسن وثوق الدوله) avec les Britanniques qu'il juge particulièrement défavorables à l'Iran. Une telle attitude contestataire lui coûtera, ainsi qu'aux autres opposants, un nouvel exil, cette fois à Kashan.
Il s'est également opposé au coup d'État de Reza Khan de 1922, ce qui lui vaudra de faire partie des 70 personnes  arrêtées sur l'ordre de Seyyed Zia'eddin Tabatabai. Les liens de ce dernier avec les Britanniques étaient si étroits que, même après la fin de sa carrière politique  en Iran, suivie de son exil en Palestine, il allait être, grâce au soutien des Britanniques, engagé  par le gouvernement d'Afghanistan en tant que conseiller. Après la chute de Seyed Zia, Momtaz od-Dowleh est libéré et redevient ministre de l'Éducation nationale dans le cabinet d’Ahmad Ghavam (en persan : قوام‌السلطنه).

## Famille
Marié à Aghazadeh Khanom, ils ont cinq enfants:
- Deux filles : Rajeyeh a épousé Esmail Merat (plusieurs fois ministre de la culture entre autres) et Zahra qui épousa Aldol Ali Etemad Moghadam (lequel, en tant que général de l'armée et de la gendarmerie, a joué des rôles clefs).
- Trois fils : Abolfazl, Yahya et Morteza Momtaz, qui, sous le règne des Pahlavi, ont occupé des postes ministériels importants.

## Galerie photographique

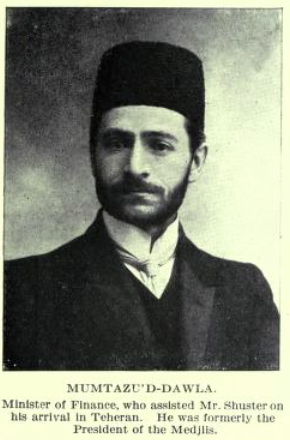
Momtaz od-Dowleh, photo extraite du livre de William Morgan Shuster The Strangling of Persia (1912)
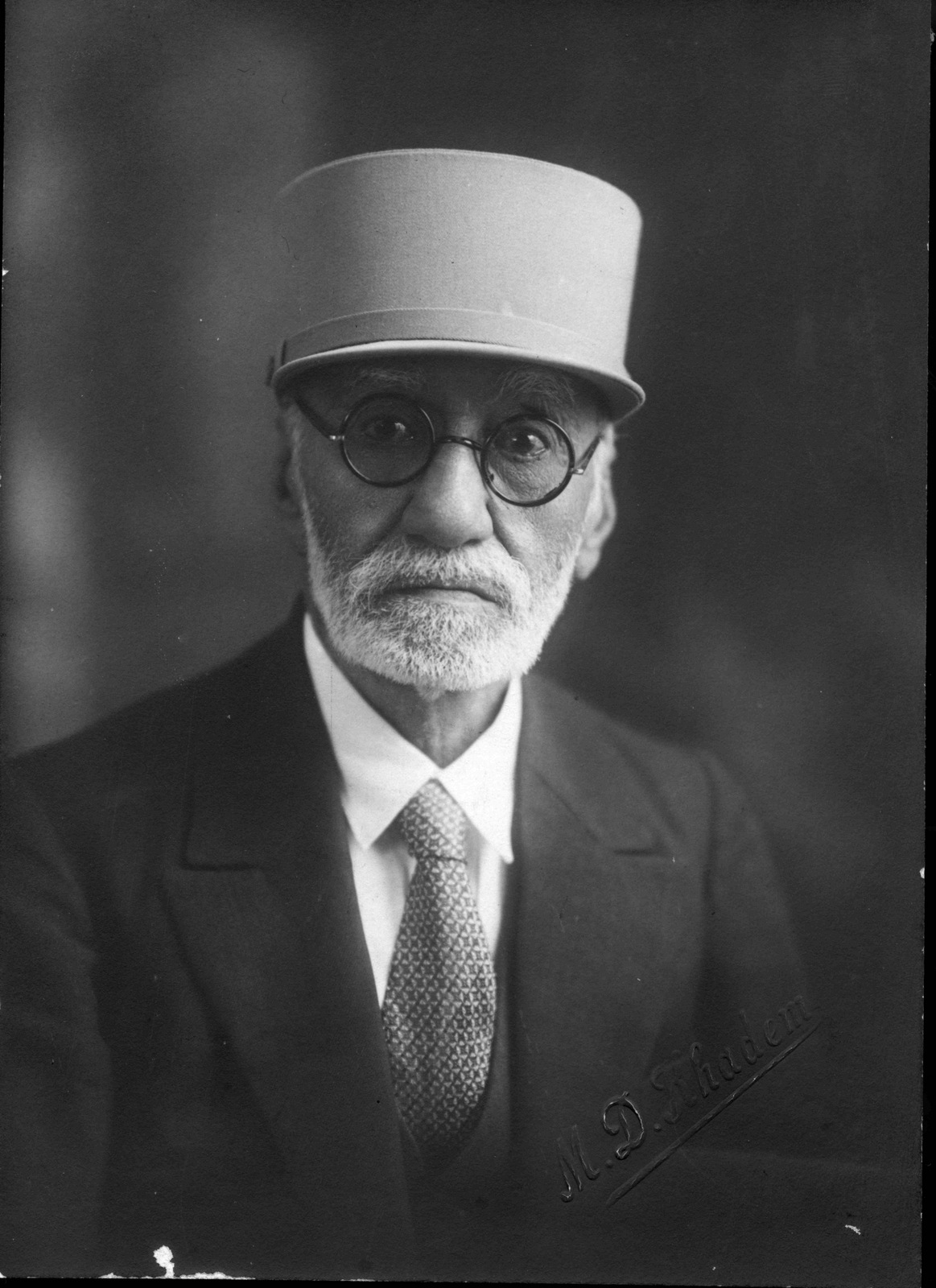
Mokrem os-Saltaneh (son père)
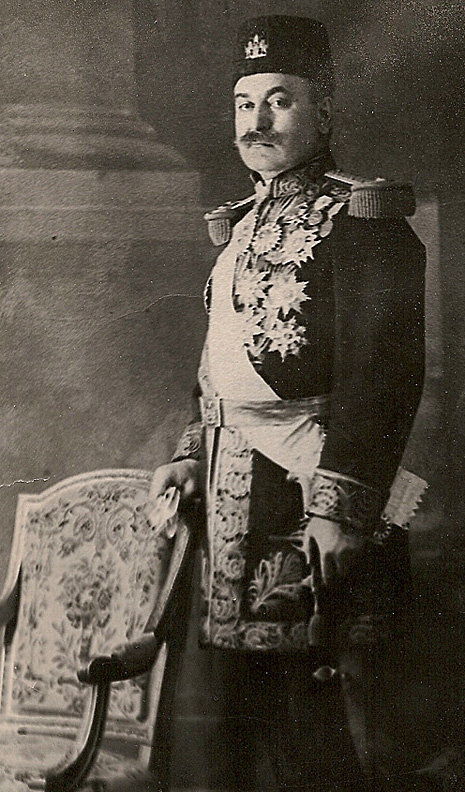
Momtaz os-Saltaneh en habit officiel (son frère)
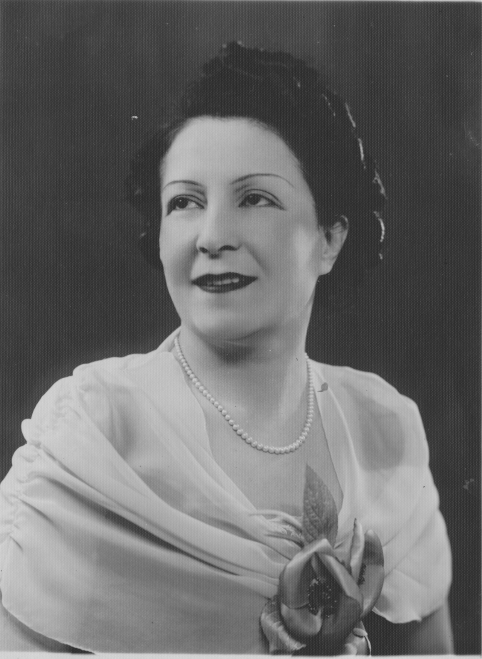
Momtaz ol-Molouk, épouse Naghdi (sa sœur)
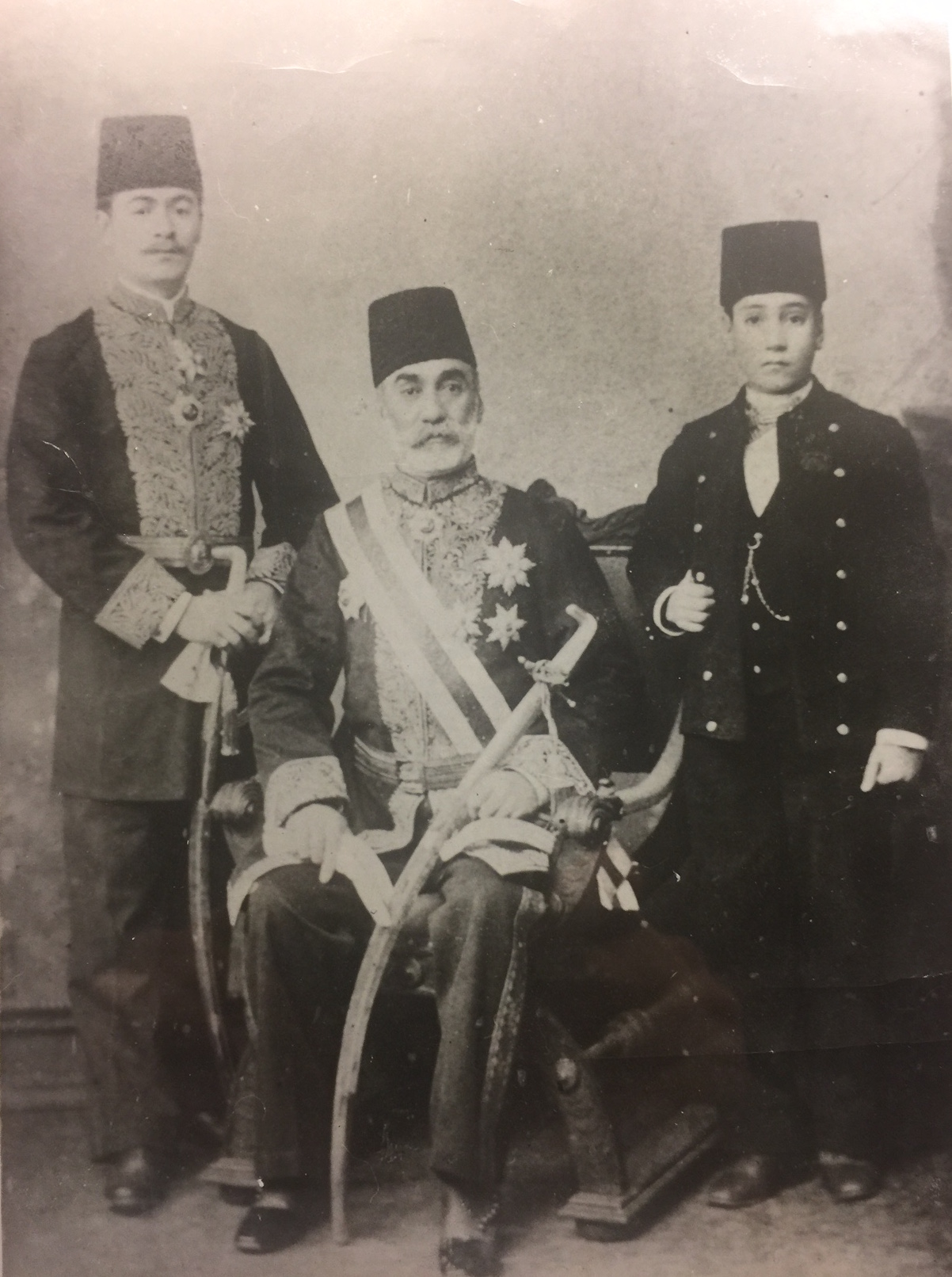
Avec son père Mokrem os-Saltaneh et son frère Momtaz ol-Soltan

## Sources
- Edward Granville Browne. Chronology of the Persian Revolution. In The Press and Poetry of Modern Persia: Partly Based on the Manuscript Work of Mírzá Muhammad ʻAlí Khán "Tarbivat" of Tabríz. CUP Archive, 1914. 315.

- William Morgan Shuster, The Strangling of Persia (1912)  (ISBN 1933823062 et 978-1933823065) disponible en ligne; https://archive.org/details/stranglingofpers00shusuoft